# Myron Markevytsj
Myron Bohdanovytsj Markevytsj (Vynnyky, 1 februari 1951) is een Oekraïens voetbalcoach en gewezen voetballer. In 2010 was hij enkele maanden bondscoach van Oekraïne.

## Carrière
Myron Markevytsj werd in 1951 geboren in Vynnyky, als de zoon van voetbalcoach Bohdan Markevytsj. Als speler had hij een bescheiden carrière. Hij startte in 1970 in het reserveteam van Karpaty Lviv. Zeven jaar later zette hij er bij Torpedo Loetsk reeds een punt achter.
Markevytsj, die vloeiend Engels en Pools spreekt, volgde in Lviv de richting Lichamelijke Opvoeding. In 1983 studeerde hij ook af aan de trainersschool in Moskou. Vanaf dan trainde hij verscheidene teams uit de oblast Lviv. In 1993 bereikte hij met Karpaty Lviv de Oekraïense bekerfinale. Zijn team verloor daarin met 2-1 van Dynamo Kiev. Vijf jaar later loodste hij de club naar een derde plaats in de competitie. Een prestatie die hij in 2007 evenaarde met Metalist Charkov.
In februari 2010 volgde Markevytsj zijn collega Oleksij Mychajlytsjenko op als bondscoach van Oekraïne. Hij combineerde de functie met zijn baan bij Metalist Charkov. Een half jaar later nam Markevytsj ontslag als bondscoach omdat de Oekraïense voetbalbond negen punten van zijn team Metalist Charkov had introkken wegens het vervalsen van een duel tegen zijn ex-werkgever Karpaty Lviv in 2008. In 2014 stapte hij ook bij Metalist Charkov omdat de spelers al drie maanden niet betaald werden.
Op 26 mei 2014 volgde hij Juande Ramos op als hoofdcoach van FK Dnipro. Onder zijn leiding bereikte de club in mei 2015 de finale van de UEFA Europa League. Tijdens het toernooi schakelde zijn team onder meer Ajax, Club Brugge en Napoli uit.